# Hoofdklasse hockey dames 1995/96
Het seizoen 1995/96 is de 15de editie van de dameshoofdklasse waarin onder de KNHB-vlag om het landskampioenschap hockey werd gestreden. Na de reguliere competitie en de play offs werd een nationaal kampioen bekend.
In het voorgaande seizoen degradeerden Oranje Zwart en Victoria. Voor hen kwamen Alecto en Zwolle in de plaats.
HGC werd landskampioen door Kampong na een 0-0 gelijkspel en een 1-0-overwinning in de finale opzij te zetten. Laren legde beslag op de derde plaats door MOP met 2-1 te verslaan. Onderin degradeerden Groningen en Zwolle rechtstreeks.

## Eindstand
Na 22 speelronden was de eindstand:
| #  | Club        | GS | W  | G  | V  | P  | DV      | DT      | DS  |
| -- | ----------- | -- | -- | -- | -- | -- | ------- | ------- | --- |
| 1  | HGC         | 22 | 18 | 4  | 0  | 40 | 59 - 11 | 59 - 11 | +48 |
| 2  | Kampong     | 22 | 14 | 4  | 4  | 32 | 48 - 17 | 48 - 17 | +31 |
| 3  | MOP         | 22 | 9  | 12 | 1  | 30 | 42 - 12 | 42 - 12 | +30 |
| 4  | Laren       | 22 | 11 | 6  | 5  | 28 | 33 - 23 | 33 - 23 | +10 |
| 5  | Den Bosch   | 22 | 11 | 4  | 7  | 26 | 27 - 24 | 27 - 24 | +3  |
| 6  | Amsterdam   | 22 | 8  | 8  | 6  | 24 | 31 - 29 | 31 - 29 | +2  |
| 7  | HDM         | 22 | 7  | 8  | 7  | 22 | 28 - 26 | 28 - 26 | +2  |
| 8  | Rotterdam   | 22 | 5  | 9  | 8  | 19 | 24 - 29 | 24 - 29 | -5  |
| 9  | Alecto      | 22 | 5  | 6  | 11 | 16 | 23 - 35 | 23 - 35 | -12 |
| 10 | Bloemendaal | 22 | 4  | 6  | 12 | 14 | 20 - 35 | 20 - 35 | -15 |
| 11 | Groningen   | 22 | 3  | 4  | 15 | 10 | 14 - 47 | 14 - 47 | -33 |
| 12 | Zwolle      | 22 | 0  | 3  | 19 | 3  | 5 - 66  | 5 - 66  | -61 |

### Legenda
| Afk.      | Betekenis                                                                 |
| --------- | ------------------------------------------------------------------------- |
| GS        | aantal gespeelde wedstrijden                                              |
| W         | aantal gewonnen wedstrijden                                               |
| G         | aantal gelijk gespeelde wedstrijden                                       |
| V         | aantal verloren wedstrijden                                               |
| P         | totaal aantal punten                                                      |
| DV        | aantal gemaakte doelpunten                                                |
| DT        | aantal doelpunten tegen                                                   |
| DS        | doelsaldo                                                                 |
| HGC       | Landskampioen en bekerwinnaar HGC plaatst zich voor de Europacup I 1997   |
| Kampong   | Play off- en bekerfinalist Kampong plaatst zich voor de Europacup II 1997 |
| MOP       | MOP en Laren hebben zich alleen weten te plaatsen voor de play offs       |
| Groningen | Groningen en Zwolle zijn rechtstreeks gedegradeerd                        |

## Topscorers
| #  | Speler               | Club      | Goals |
| -- | -------------------- | --------- | ----- |
| 1. | Wietske de Ruiter    | HGC       | 21    |
| 2. | Suzan van der Wielen | HGC       | 19    |
| 3. | Ageeth Boomgaardt    | MOP       | 15    |
| 4. | Mieketine Wouters    | Amsterdam | 13    |
| 5. | Ellen Kuipers        | Kampong   | 12    |
| 6. | Jeannette Lewin      | Kampong   | 11    |
| 7. | Cécile Vinke         | MOP       | 10    |
| 7. | Mijntje Donners      | Den Bosch | 10    |
| 9. | Anouk Verhaegh       | Kampong   | 9     |

## Play offs landskampioenschap
Halve finales 1/4
| Team      | Score     | Team      |
| --------- | --------- | --------- |
| (1) HGC   | 3-0 (2-0) | Laren (4) |
| (4) Laren | 0-0       | HGC (1)   |

Halve finales 2/3
| Team        | Score     | Team        |
| ----------- | --------- | ----------- |
| (3) MOP     | 1-1 (1-1) | Kampong (2) |
| (2) Kampong | 3-0 (2-0) | MOP (3)     |

Finales dames
|             |         |     |     |  |
| 13 mei 1996 | Kampong | 0-0 | HGC |  |
| 13 mei 1996 |         |     |     |  |

|             |                                |           |         |  |
| 19 mei 1996 | HGC                            | 1-0 (1-0) | Kampong |  |
| 19 mei 1996 | 27. Wietske de Ruiter (sc) 1-0 |           |         |  |

Nederlands landskampioenschap

1921/22 ·
1922/23 ·
1923/24 ·
1924/25 ·
1925/26 ·
1926/27 ·
1927/28 ·
1928/29 ·
1929/30 ·
1930/31 ·
1931/32 ·
1932/33 ·
1933/34 ·
1934/35 ·
1935/36 ·
1936/37 ·
1937/38 ·
1938/39 ·
1939/40 ·
1940/41 ·
1941/42 ·
1942/43 ·
1943/44 ·
1944/45 ·
1945/46 ·
1946/47 ·
1947/48 ·
1948/49 ·
1949/50 ·
1950/51 ·
1951/52 ·
1952/53 ·
1953/54 ·
1954/55 ·
1955/56 ·
1956/57 ·
1957/58 ·
1958/59 ·
1959/60 ·
1960/61 ·
1961/62 ·
1962/63 ·
1963/64 ·
1964/65 ·
1965/66 ·
1966/67 ·
1967/68 ·
1968/69 ·
1969/70 ·
1970/71 ·
1971/72 ·
1972/73 ·
1973/74 ·
1974/75 ·
1975/76 ·
1976/77 ·
1977/78 ·
1978/79 ·
1979/80 ·
1980/81
Hoofdklasse dames

1981/82 · 
1982/83 · 
1983/84 · 
1984/85 · 
1985/86 · 
1986/87 · 
1987/88 · 
1988/89 · 
1989/90 · 
1990/91 · 
1991/92 · 
1992/93 · 
1993/94 · 
1994/95 · 
1995/96 · 
1996/97 · 
1997/98 · 
1998/99 · 
1999/00 · 
2000/01 · 
2001/02 · 
2002/03 · 
2003/04 · 
2004/05 · 
2005/06 · 
2006/07 · 
2007/08 · 
2008/09 · 
2009/10 · 
2010/11 · 
2011/12 · 
2012/13 ·
2013/14 ·
2014/15 ·
2015/16 ·
2016/17 ·
2017/18 ·
2018/19 ·
2019/20 ·
2020/21 ·
2021/22 ·
2022/23 ·
2023/24 ·
2024/25 ·
Nederlandse competities: Hoofdklasse (zaal) · Promotieklasse · Overgangsklasse · Eerste klasse · Tweede klasse · Derde klasse · Vierde klasse · Gold Cup · Silver Cup

Nederlands kampioenschap: Lijst van Nederlandse landskampioenen hockey · Lijst van Nederlandse landskampioenen zaalhockey

Europese competities: Euro Hockey League · Europacup I · Europa Cup II · Europacup zaalhockey